# Тест Шура
В функциональном анализе тест Шура (названный в честь математика Исая Шура) применяется для интегральных операторов с ядром, действующим {\displaystyle L^{2}\to L^{2}}.
Такой тест позволяет дать оценку норме интегрального оператора, что позволяет делать вывод о его непрерывности.

## Определение
Пусть {\displaystyle S,\,T} это два измеримых множества 
(например {\displaystyle \mathbb {R} ^{n}}), пусть {\displaystyle U} это интегральный оператор:
{\displaystyle (Uf)(s)=\int _{T}K(s,t)f(t)\,dt} с ядром {\displaystyle K(s,t):S\times T\to \mathbb {R} (\mathbb {C} )}.
Если найдутся функции {\displaystyle \phi :S\to \mathbb {R} >0} и {\displaystyle \psi :T\to \mathbb {R} >0}
и числа {\displaystyle A,B>0}
такие что:
{\displaystyle (1)\qquad \int _{S}|K(s,t)|\phi (s)\,ds\leq A\psi (t)}
для почти всех {\displaystyle t\in T} и
{\displaystyle (2)\qquad \int _{T}|K(s,t)|\psi (t)\,dt\leq B\phi (s)}
для почти всех {\displaystyle s\in S},
Тогда {\displaystyle U} непрерывный оператор действующий {\displaystyle U:L^{2}\to L^{2}}
с нормой: {\displaystyle \Vert U\Vert _{L^{2}\to L^{2}}\leq {\sqrt {AB}}.}
(Функции {\displaystyle \phi }, {\displaystyle \psi } называют функциями теста Шура)

## Доказательство
{\displaystyle |(Uf)(s)|={\biggl |}\int _{T}K(s,t)\cdot f(t)dt{\biggr |}\leq \int _{T}{\sqrt {|K(s,t)|\cdot \psi (t)}}\cdot {\sqrt {|K(s,t)|\cdot |f(t)|^{2}{\frac {1}{\psi (t)}}}}\cdot dt\leq }
по неравенству Шварца:
{\displaystyle \leq {\sqrt {\int _{T}|K(s,t)|\cdot \psi (t)\cdot dt}}\cdot {\sqrt {\int _{T}|K(s,t)|\cdot |f(t)|^{2}{\frac {1}{\psi (t)}}\cdot dt}}}

возведем в квадрат и проинтегрируем по {\displaystyle S}:

{\displaystyle \int _{S}|(Uf)(s)|^{2}\cdot ds\leq B\int _{S}\phi (s)\int _{T}|K(s,t)|\cdot |f(t)|^{2}{\frac {1}{\psi (t)}}\cdot dtds=}
далее по теореме Фубини:
{\displaystyle =B\int _{T}{\frac {|f(t)|^{2}}{\psi (t)}}\int _{S}|K(s,t)|\cdot \phi (s)\cdot dsdt\leq AB\int _{T}|f(t)|^{2}\cdot dt}
следовательно извлекая корень:

{\displaystyle ||U(f)||_{2}\leq {\sqrt {AB}}\cdot ||f||_{2}}